# Cheilosia gigantea
Cheilosia gigantea es una especie de sírfido. Se distribuyen por el paleártico en Eurasia.